# Kodorská krize (2001)
Kodorská krize byl střet mezi abchazskou armádou a čečenskými bojovníky, podporovanými gruzínskými partyzány, v soutěsce Kodori v říjnu 2001. Soutěska Kodori byla součástí tzv. Horní Abcházie, tedy části Abcházie, kterou neměla separatistická abchazská vláda až do srpna roku 2008 pod kontrolou. Krize nebyla médii ve světě téměř zaznamenána, protože současně s ní probíhala americká invaze do Afghánistánu. Kodorská krize si vyžádala 40 obětí na životech.

## Průběh
Průnik Čečenců do východních horských oblasti Abcházie, kterou tehdy neměla pod kontrolou ani Abcházie, ani Gruzie, začal už na jaře a zkraje léta, přičemž první násilnosti byly zaznamenány už v červenci, když se 17. až 18. července Čečenci pokusili po 70kilometrovém pochodu ovládnout jednu vesnici pod horami, která už byla spravovaná abchazskou vládou. Čečenci byli nuceni ustoupit zpět do hor.
Skutečná krize začala 4. října, když se shromáždila v soutěsce Kodori skupina 450 až 500 čečenských ozbrojenců, jež zaútočila na vesnici Giorgijevskoje směrem od vstupu do soutěsky z gruzínské strany, kterým velel militant a terorista Ruslan Gelajev. Jejich cílem bylo zřejmě ovládnout nejprve celý okres Gulrypš, kam oblast administrativně de iure spadala. 8. října byl kolem čtvrt na deset dopoledne sestřelen vrtulník mírových sil OSN jen 22 km východně od Suchumi, v němž zemřelo devět lidí včetně náčelníka generálního štábu pozorovatelů Laszla Toroka z Maďarska.
Následující den vyhlásil prezident Abcházie Vladislav Ardzinba mobilizaci záložníků a 10. října byl zahájen protiútok. Téhož dne bylo abchazskými vojáky zajištěno i místo sestřelení vrtulníku OSN poblíž hory Sacharnaja Golova, což umožnilo evakuovat zbytek mise OSN z oblasti, a hlavně zabránit Čečencům, aby pronikli až na letiště Babušara, a o den dříve byly pozice ozbrojenců údajně bombardovány neidentifikovaným letounem, pravděpodobně ruským. Do poloviny října byli čečenští ozbrojenci, kterým pomáhaly i gruzínské gerilové skupiny, zatlačeni zpět do soutěsky Kodori. 13. října se přibližně stovka ozbrojenců dostala do obklíčení abchazských bezpečnostních složek, ale dokázali se vymanit, přičemž bylo zabito 15 Čečenců. 17. října byla jedna skupina ozbrojenců rozprášena u vesnice Ilori v okrese Očamčyra poblíž klíčové silnice a mostu u pobřeží Černého moře daleko od soutěsky Kodori a 18. října oznámilo ministerstvo obrany Abcházie, že obnovilo kontrolu nad všemi boji zasaženými oblastmi, přičemž čečenští ozbrojenci začali Abcházii opouštět zpět na gruzínské území. To ale popřela společná rusko-gruzínská stráž na abchazsko-gruzínské hranici, která kvůli probíhající krizi zintenzivnila ochranu přechodů a tvrdila, že průchod tolika ozbrojenců zpět na území Gruzie je nemožné. Je proto možné, že Čečenci ve skutečnosti unikli přes zasněženou a těžko přístupnou soutěsku do Kabardska-Balkarska v Rusku.

## Následky
Nikdy nebylo zjištěno, z jakého důvodu Čečenci vůbec na Abcházii zaútočili a kdo za jejich útokem stál. Gruzínská vláda už během krize popřela jakoukoliv účast oficiálních ozbrojených složek na bojích v soutěsce. Tehdejší prezident Čečenska Aslan Maschadov rovněž popřel, že by velitel Ruslan Gelajev napadl Abcházii na jeho rozkaz. Abchazové však Gelajeva podezřívali, že jeho cílem bylo obsadit klíčový most přes řeku Kodori, což by Abcházii rozdělilo na dvě části a znamenalo by to pro Abcházii ztrátu kontroly nad jihovýchodem země. Avšak na konci bojů Abchazové zajali dle tvrzení viceprezidenta Valerije Aršby v soutěsce Kodori gruzínského plukovníka, což potvrzovalo domněnky Abchazů, že za vpádem Čečenců skutečně mohla stát gruzínská vláda, neboť se její představitelé vyhýbali přímým odpovědím na to, jak je vůbec možné, aby se dostalo 500 ozbrojených Čečenců přes území Gruzie do Abcházie. Předseda bezpečnostní rady státu Abcházie Raul Chadžimba též přišel s teorií, že cílem Čečenců bylo ovládnout Suchumi, aby pak gruzínská armáda mohla provést invazi do Abcházie pod záminkou boje proti terorismu, ale se skutečným cílem dostat Abcházii opět pod gruzínskou kontrolu.
Ruská média též přišla se zprávami, že kolem 11. října do soutěsky dorazila z gruzínské strany kolona nákladních aut se zásobami a s vojenským vybavením, přičemž náměstek ministra obrany Abcházie Garri Kupalba prohlásil, že byl celý kontingent pod velením Emzara Kvicianiho, samozvaného vládce Horní Abcházie, jenž léta velel tamním gruzínským gerilám. Gruzínci toto tvrzení odmítali, ovšem Kupalba o den později přinesl videonahrávku, kde byl Kviciani podle jeho slov jasně identifikovatelný.
Soutěska Kodori se stala územím nikoho, které nekontrolovala ani Abcházie, ani Gruzie, ale ozbrojenci pod vedením Emzara Kvicianiho, a byla místem střetů i v následujících letech. Napětí a ozbrojené střety se zde opakovaly i v letech 2004, 2006, 2007 a 2008. Neklid v oblasti skončil až válkou s Gruzií v roce 2008, kdy Abcházie definitivně dostala oblast pod svoji kontrolu.